# Nicolás de Ugarte y Gutiérrez
Nicolás de Ugarte y Gutiérrez (Poza de la Sal, 1847-Guadalajara, 1932) fue un militar, ingeniero y autor español.

## Biografía
Nació el 8 de marzo de 1847 en la localidad burgalesa de Poza de la Sal. Coronel del cuerpo de Ingenieros militares, colaboró en las publicaciones periódicas Ateneo Caracense y Centro Volapükista Español (Guadalajara, 1887), El Eco de Guadalajara (1888), Memorial de Ingenieros del Ejército (1898) y La Energía Eléctrica (1903). Murió el 14 de enero de 1932 en Guadalajara.